# Exocelina adelbertensis
Exocelina adelbertensis  (лат.) — вид жуков-плавунцов рода Exocelina (Copelatinae, Dytiscidae). Видовое название дано по месту обнаружения типовой серии (горы Adelbert Mountains).

## Распространение
Остров Новая Гвинея: Папуа — Новая Гвинея (Papua New Guinea: Madang Province, Adelbert Mts, Keki to Sewan, 04°41.80'S, 145°25.46'E, на высоте 650 м).

## Описание
Мелкие водные жуки красновато-коричневого цвета (ноги светлее), длина тела около 3 мм (от 3,1 до 3,4 мм), округло-овальной вытянутой формы тела; матовые. Усики 11-члениковые. Пронотум короткий, надкрылья без бороздок. Крылья хорошо развиты. Связаны с водой. Вид был впервые описан в 2018 году австрийским колеоптерологом Еленой Владимировной Шавердо (Helena Vladimirovna Shaverdo; Naturhistorisches Museum Wien, Вена, Австрия) и немецким энтомологом М. Балком (Michael Balke; Zoologische Staatssammlung München, Мюнхен Германия). Включён в состав видовой группы Exocelina casuarina-group. Видовое название дано по месту обнаружения типовой серии.